# 元紋別駅

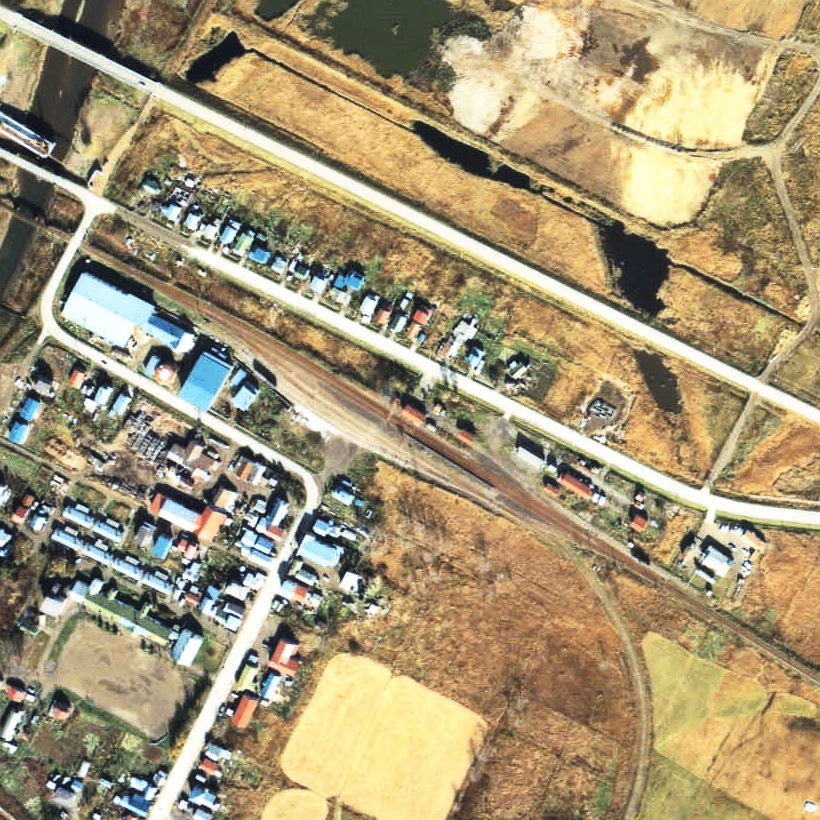
1978年の元紋別駅と周囲約500m範囲。右が遠軽方面。下へ分岐しているのは北見パルプ（北陽製紙を経て現王子マテリア）の紋別工場への専用線。相対式ホーム2面2線、駅舎横遠軽側に貨物ホームと引込み線、そこからさらに遠軽側に伸びている留置線、駅裏側には主にパルプ工場向け貨物用の4本の副本線が見える。貨物取扱廃止後まもなくパルプ工場も閉鎖されて、今は全て跡形も無い。

元紋別駅（もともんべつえき）は、かつて北海道（網走支庁）紋別市元紋別に設置されていた、北海道旅客鉄道（JR北海道）名寄本線の駅（廃駅）である。事務管理コードは▲122119。

## 歴史
- 1921年（大正10年）3月25日 - 鉄道省名寄東線の中湧別 - 興部間開通に伴い開業[1][3]。一般駅。
- 1923年（大正12年）11月5日 - 路線名を名寄本線に改称、それに伴い同線の駅となる。
- 1949年（昭和24年）6月1日 - 日本国有鉄道に移管。
- 1978年（昭和53年）12月1日 - 貨物取扱を専用線発着車扱貨物に限定[1]。
- 1979年（昭和54年）12月 - 駅舎改築[4]。
- 1984年（昭和59年）2月1日 - 貨物・荷物の取り扱いを廃止[1]。
- 1986年（昭和61年）11月1日 - 交換設備を廃止し、同時に無人駅化[5]。
- 1987年（昭和62年）4月1日 - 国鉄分割民営化により、JR北海道に継承[1]。
- 1989年（平成元年）5月1日 - 名寄本線の全線廃止に伴い、廃駅となる[1]。

### 駅名の由来
地名より。「紋別」の地名はもともと当地を流れる現在の藻鼈川に由来するため、紋別の地名の発祥地であるとして「元紋別」となった。

## 駅構造
廃止時点で、単式ホーム1面1線を有する地上駅であった。ホームは、線路の北東側（遠軽方面に向かって左手側）に存在した。
国鉄時代末期に無人化されるまでは、単式ホーム・島式ホーム複合型2面3線を有する列車交換可能な交換駅であった。互いのホームは、駅舎側ホーム中央部分と島式ホーム中央部分を結んだ構内踏切で連絡した。1983年（昭和58年）時点では、駅舎側単式ホーム（北東側）が下りの1番線、島式ホーム駅舎側が上りの2番線、外側が1983年（昭和58年）時点では側線扱いの3番線となっていた。3番線の外側（山側）に旧貨物側線を3線有し、そこから分岐した行き止まりの側線も1線有した。そのほか1番線の遠軽方から分岐し、駅舎東側のホーム切欠き部分の貨物ホームへの貨物側線を1線有していた。当時は附近にパルプ工場があり、貨物廃止までは専用線を有し貨物扱い量も多かった。
無人駅となっていたが、有人駅時代の駅舎が残っていた。駅舎は構内の北東側に位置し、ホーム中央部分に接していた。古い木造駅舎は改築され、白く塗られた駅舎に変わっていた。駅舎はホーム側に大きな庇が張り出した構造だった。

## 利用状況
乗車人員の推移は以下のとおり。年間の値のみ判明している年については、当該年度の日数で除した値を括弧書きで1日平均欄に示す。乗降人員のみが判明している場合は、1/2した値を括弧書きで記した。
| 年度               | 乗車人員 | 乗車人員 | 出典  | 備考 |
| 年度               | 年間     | 1日平均  | 出典  | 備考 |
| ------------------ | -------- | -------- | ----- | ---- |
| 1978年（昭和53年） |          | 30       | [ 7 ] |      |

## 駅周辺
- 国道238号（オホーツク国道）[8]
- 北海道道305号紋別丸瀬布線
- 北海道道873号小向元紋別線
- 元紋別簡易郵便局（北紋バス本社内）
- 紋別市立元紋別小学校
- 藻鼈川[8] - 地名由来の川。
- 北紋バス・北海道北見バス「元紋別」停留所

## 駅跡
2001年（平成13年）時点では駅跡は消滅していたが、旧駅跡附近から遠軽方への築堤が残存していた。2011年（平成23年）時点では旧駅構内は公園と、北紋バスの本社になっていた。当駅跡から遠軽方の線路跡には防雪林が残存し、未舗装の道路として一本松駅跡も過ぎて紋別空港前まで続いていた。
1948年（昭和23年）に廃止された鴻紋軌道の元紋別停留所とは、1km以上離れていた。

## 隣の駅
北海道旅客鉄道
名寄本線
紋別駅 - 元紋別駅 - 一本松駅